# 阪東大橋

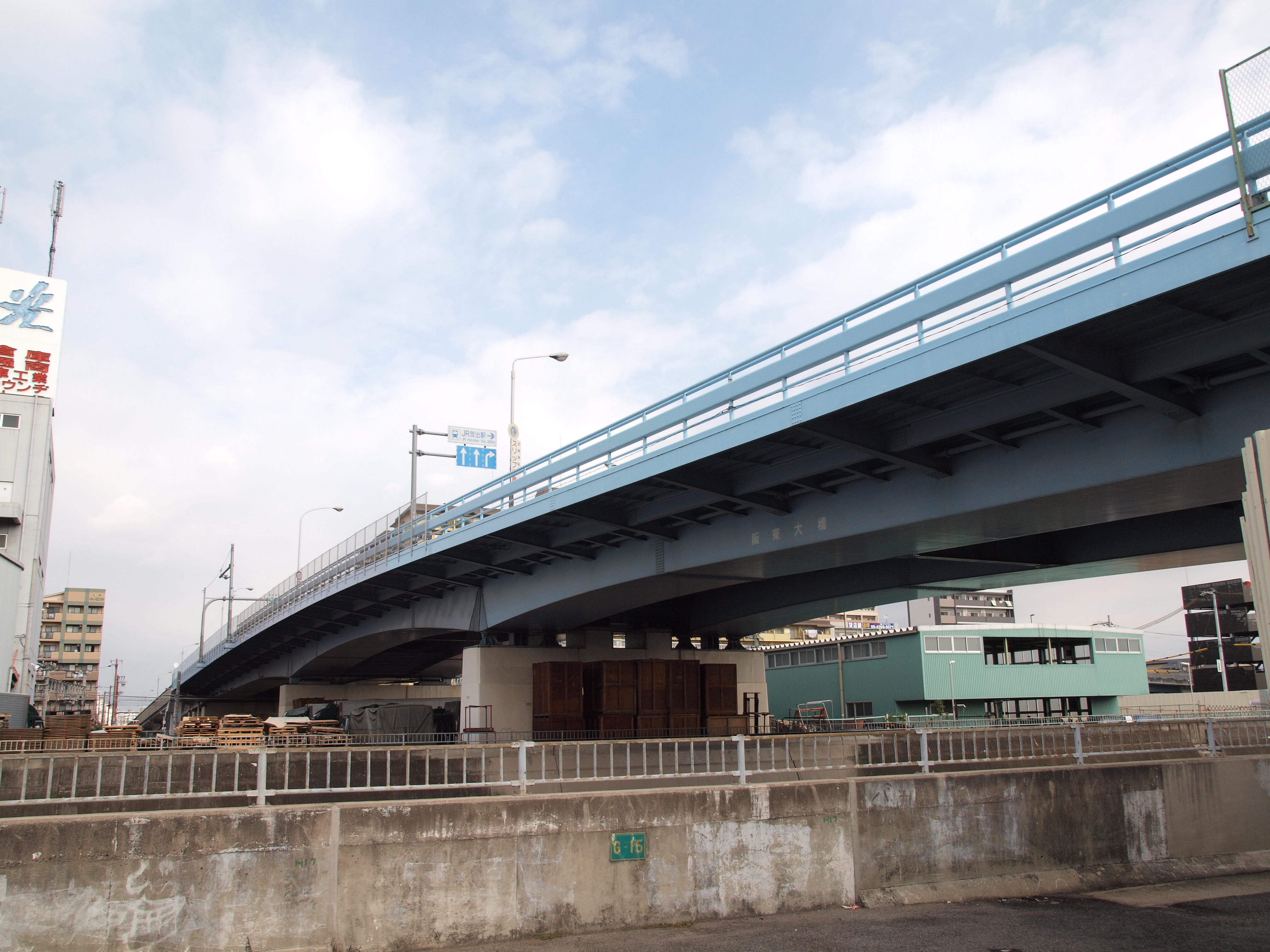
阪東大橋（南西より撮影）

阪東大橋（ばんどうおおはし）は、大阪府大阪市の大阪内環状線（国道479号）の橋である。
鶴見区放出東2丁目と城東区諏訪1丁目を結んでおり、第二寝屋川とJR片町線（学研都市線）を越える橋である。川以外に線路も越えていることから、跨線橋でもあり、高い位置を通る。付近には、第二寝屋川と片町線を交差できる道路が少ないため、主要な交通路となっている。
また、橋の中央部にT字の交差点があり、東へもう一つ道路が伸びているという珍しい形態となっている。この道路は放出駅南口に通じており、放出駅の改良・橋上駅舎化および駅南口の再開発に合わせて、アプローチ道路と阪東大橋上にT字交差点が設置された。
大阪シティバスが通行しており、橋の北側には「放出住宅前」バス停が、南側には「諏訪二丁目」バス停が設置されている。なお、バスは放出駅南口には乗り入れていない。
阪東大橋の東側には、阪東小橋がある。歩車分離のため拡幅工事されたが、周辺住民の要望により従前どおり歩行者専用となっている。

## 主要諸元

### 阪東大橋
- 設置者：大阪市
- 架設年：1963年（昭和38年）
- 形式：連続鋼床版箱桁橋
- 橋長：360.0m

### 阪東小橋
- 設置者：大阪府
- 架設年：1992年（平成4年）
- 形式：PC桁橋
- 橋長：29.5m